# 스카이 라인: 더 비욘드
《스카이 라인: 더 비욘드》(Beyond the Sky)는 미국에서 제작된 풀비오 세스티토 감독의 2018년 미스터리, SF, 스릴러 영화이다. 마틴 센스마이어 등이 주연으로 출연하였다. 2018년 RLJE 필름스에 인수되었으며 2018년 9월 21일 개봉되었다.

## 출연

### 주연
- 마틴 센스마이어
- 피터 스토메어